# Полохало Володимир Станіславович
Володи́мир Станісла́вович Поло́хало (17 червня 1985 — 23 липня 2016) — старший солдат Збройних сил України, учасник російсько-української війни.

## Життєпис
Народився 1985 року в місті Кривий Ріг (Дніпропетровська область); 2002 року закінчив криворізьку ЗОШ № 19.
14 серпня 2015 року пішов на військову службу добровольцем, пройшов підготовку у 169-му навчальному центрі. Старший солдат, оператор-радіотелефоніст розвідувального взводу спостереження, 54-й окремий розвідувальний батальйон. Брав участь в боях на сході України.
23 липня 2016 року вранці загинув під час артилерійського обстрілу терористами поблизу села Гнутове. Тоді ж полягли старший солдат Костянтин Бессараб, солдати В'ячеслав Ковальов та Віталій Чунтул.
26 липня 2016 року похований у Кривому Розі.
Без Володимира лишилися мама й сестра.

## Нагороди та вшанування
- указом Президента України № 345/2016 від 22 серпня 2016 року «за особисту мужність і високий професіоналізм, виявлені у захисті державного суверенітету та територіальної цілісності України, вірність військовій присязі» — нагороджений орденом «За мужність» III ступеня (посмертно)[1].
- нагороджений відзнакою міста Кривий Ріг «За Заслуги перед містом» 3 ступеню (посмертно)
- нагороджений почесним знаком «Маріуполь. Відстояли — Перемогли» (посмертно)
- 28 вересня 2016 року в криворізькій ЗОШ № 19 відкрито меморіальну дошку Володимиру Полохалу.